# Spolkový úřad pro bezpečnost informační techniky
Spolkový úřad pro bezpečnost informační techniky (německy Bundesamt für Sicherheit in der Informationstechnik – BSI) je německý úřad spadající pod spolkové ministerstvo vnitra, který má za úkol zajistit bezpečnost informačních technologií pro použití německou vládou a jejími úřady. Věnuje se tedy především počítačové bezpečnosti, kryptografii a obraně proti odposlechům. Rovněž má na starosti oborové certifikace, je například národní autoritou pro certifikaci dle Common Criteria.
Úřad vznikl 1. ledna 1991, sídlí v Bonnu a k roku 2016 měl přes šest set zaměstnanců. V budově úřadu zároveň sídlí i Národní centrum kybernetické obrany.